# امپینگهام
امپینگهام (به انگلیسی: Empingham) یک روستا و محله مدنی در بریتانیا است که در راتلند واقع شده‌است. امپینگهام ۸۱۵ نفر جمعیت دارد.